# General Atomics MQ-9
Die MQ-9 Reaper (dt. „Schnitter“, „Mäher“, „Mähmaschine“, „Sensenmann“) ist eine Drohne des US-amerikanischen Herstellers General Atomics. Sie basiert auf der MQ-1 Predator, weshalb sie anfangs auch Predator B genannt wurde. Die MQ-9 ist aber wesentlich größer und dient in erster Linie der Luftnahunterstützung. Sie wurde unter anderem von den Streitkräften der Vereinigten Staaten und der Royal Air Force in Afghanistan eingesetzt.
Am 20. März 2020 hatte die Weiterentwicklung MQ-9B ihren Erstflug. Sie soll in den Versionen „SkyGuardian“ und „SeaGuardian“ gebaut werden. Die B-Version stellt gegenüber der ursprünglichen Reaper eine komplette Neuentwicklung dar, um eine Zulassung für den internationalen Luftraum zu erlangen.

## Entwicklungsgeschichte

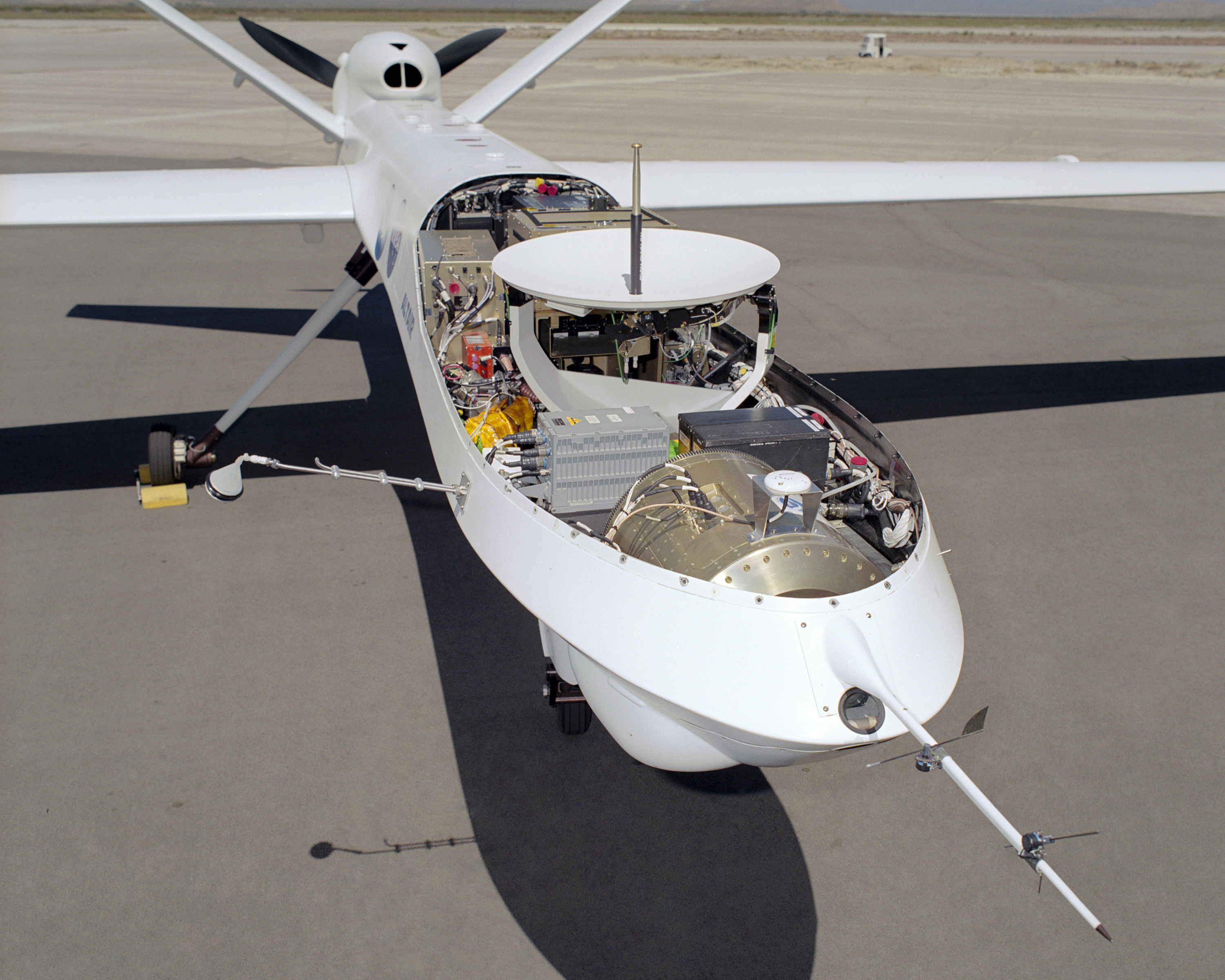
Antennen und Sensoren sowie zur Satellitenkommunikation des NOAA-NASA-Prototyps, 2005

General Atomics entwickelte im Jahr 2000 für das Verteidigungsministerium der Vereinigten Staaten auf Basis seiner MQ-1 Predator eine größere und stärker bewaffnete Version (hunter-killer UAV) für den Krieg gegen den Terror. Der Erstflug des Prototyps erfolgte am 2. Februar 2001. Der Antrieb besteht aus einem Turboprop-Triebwerk mit rund 671 kW (900 hp) Wellenleistung. Die zunächst Predator B genannte Drohne hat mit rund 4.760 kg ein mehr als viermal so hohes Gesamtgewicht wie die MQ-1 und kann eine mehr als zehnmal so große Waffenlast tragen. An insgesamt vier Unterflügelstationen können Luft-Boden-Raketen, Präzisionsbomben oder Zusatztanks befestigt werden. Für Aufklärungszwecke und Zielerfassung stehen Sensoren im optischen und Infrarotbereich sowie Radar zur Verfügung.
Im Februar 2003 erhielt die neue Drohne die offizielle Bezeichnung MQ-9A und im September 2006 den Namen Reaper. Im November 2006 aktivierte die United States Air Force (USAF) die erste Reaper-Staffel (42nd Attack Squadron) auf der Creech Air Force Base in Nevada. Von Anfang 2009 bis September 2019 erhöhte sich die Anzahl der von den amerikanischen Streitkräften eingesetzten Reaper von 28 auf 269. Insgesamt ist die Beschaffung von 433 Maschinen geplant. Ende 2019 besaß die USAF 39 mit MQ-9 ausgerüstete Squadrons, die hauptsächlich dem Air Combat Command, aber auch dem AFSOC und dem AETC unterstanden. Der Air National Guard unterstehen 18 der 39 Einheiten.
Gorgon Stare ist ein Überwachungssystem, das Anfang 2011 erstmals an der Drohne getestet wurde.

## Nutzer
Australien

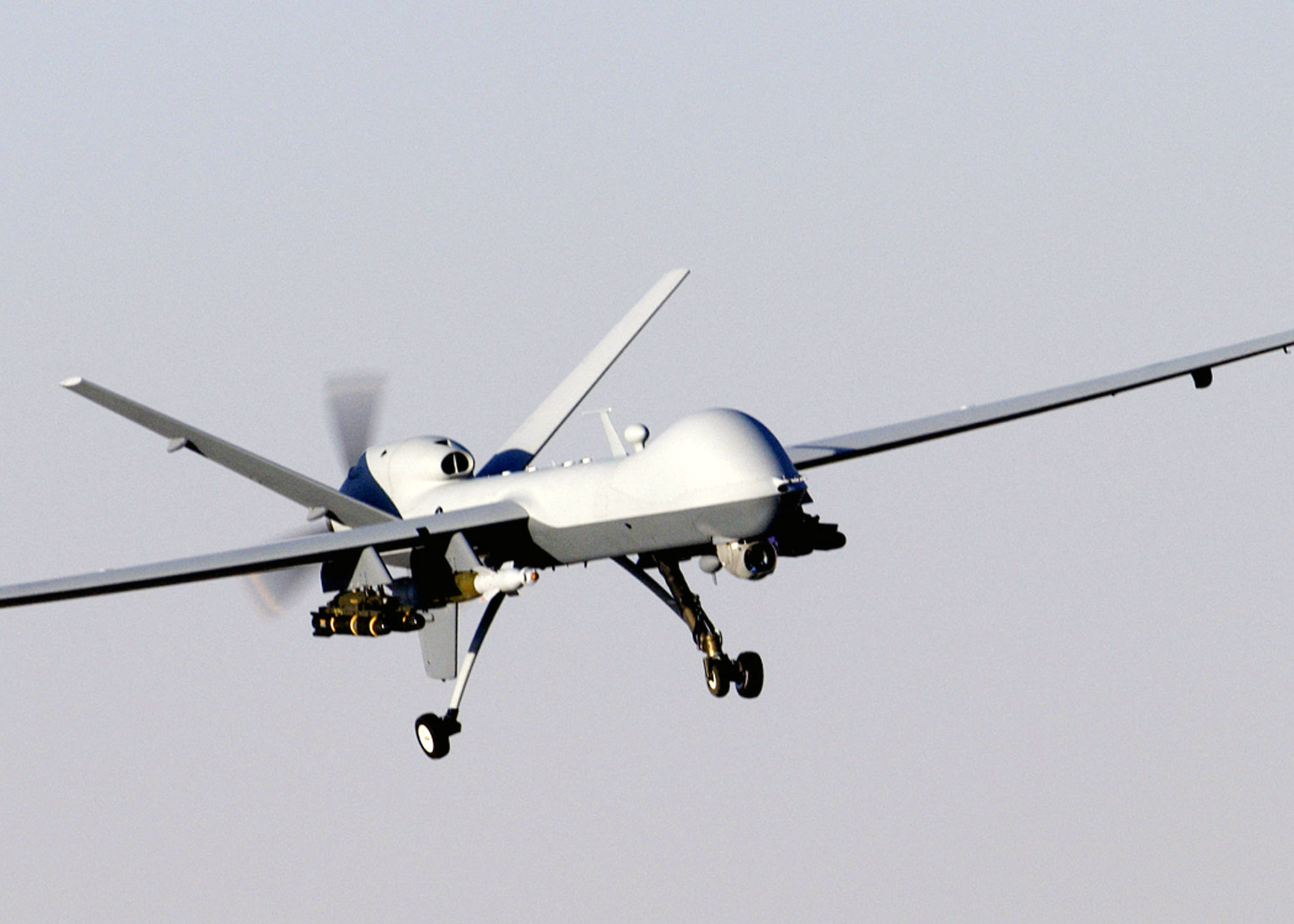
MQ-9 Reaper über Afghanistan mit vier Hellfire-Raketen und zwei 500-Pfund-Bomben als typische Bewaffnung

Royal Australian Air Force: 12–16 MQ-9B
Australien gab im November 2018 bekannt, im Rahmen des Projekts „Air 7003 Phase 1“ 12–16 MQ-9 Reaper Block 5 oder MQ-9 SkyGuardian zu bestellen, letztendlich wurde die MQ-9B SeaGuardian ausgewählt.
 Belgien
Belgische Luftstreitkräfte: 4 MQ-9B
Belgien gab im Oktober 2018 bekannt, vier MQ-9B „SkyGuardian“ zu bestellen.
Im August 2020 wurde der Vertrag über vier Drohnen und zwei Bodenstationen unterschrieben und es wurde bekanntgegeben, dass Großbritannien und Belgien bei dem Betrieb, der Wartung, dem Training und der Weiterentwicklung ihrer Version sowie bei der Zertifizierung nach europäischen und NATO-Standards eng zusammen arbeiten wollen.
Die Drohnen werden von der 2. Staffel in Florennes betrieben.
 Dänemark
Dänische Luftstreitkräfte: 4 MQ-9B
Dänemark bestellte im Juli 2025 vier „SkyGuardians“ über die NSPA, die vorwiegend für die Überwachung der arktischen Regionen des Königreichs sowie über den Gewässern der NATO-Nordflanke genutzt werden sollen.
 Frankreich
Armée de l’Air & de l’Espace: 14, 6 MQ-9 Block 1, 12 MQ-9 Block 5 ER
Frankreich beschaffte für Einsätze über Mali 2013 kurzfristig zunächst zwei MQ-9 Block 1 direkt von der USAF, insgesamt soll die Armée de l’air aber 16 Drohnen erhalten, zurzeit sind 12 bestellt. Das erste Kontrollzentrum und die beiden MQ-9 Reaper Drohnen wurden Ende 2013 ausgeliefert, erste Einsätze erfolgten über Mali und die dritte Drohne wurde im Mai 2015 übernommen. Das zweite Block 1 System, bestehend aus dem Kontrollzentrum und drei Drohnen wurde 2016 geliefert. Das dritte und vierte, ab diesem im Block 5 Extended Range Standard, ebenfalls bestehend aus einer Bodenstation und drei Drohnen, liefen ab 2020 zu. Der Beschaffungsprozess für die Bewaffnung startete 2019 und die Block-1-Drohnen wurden Anfang 2025 außer Dienst gestellt.
Die Drohnen werden seit 2019 vom 33ème escadre de surveillance, de reconnaissance et d’attaque auf der Basis 709 Cognac betrieben, wobei einige Exemplare des Geschwaders im Bereich Sahara/Sahel bis 2023 von der malischen Basis 101 Niamey aus eingesetzt wurden, wo 2018 und 2022 zwei MQ-9 Block 1 verloren wurden.
 Indien
Das indische Verteidigungsministerium gab Ende Juni 2023 bekannt, dass der Verteidigungsbeschaffungsrat eine Acceptance of Necessity (AoN) verabschiedet hat. Indien bestellte im Oktober 2024 insgesamt 31 Luftfahrzeuge für alle drei Teilstreitkräfte.
Indian Air Force: 8 MQ-9B „SkyGuardian“
Indian Army: 8 MQ-9B „SkyGuardian“
Indian Navy: 17 MQ-9B „SeaGuardian“ (2 geleast, 15 bestellt, siehe oben)
 Italien
Aeronautica Militare: 14 MQ-9A Block 1/Block 5
Italiens Aeronautica Militare bestellte zunächst sechs unbewaffnete MQ-9A Block 1, die ab Mitte 2011 beim 32º Stormo auf der Basis Amendola in Dienst gestellt wurden. Eine Bewaffnung erfolgte erst Ende 2015. Am 10. August 2011 setzte Italien die Drohne erstmals für eine Mission über Libyen ein. 
Am 20. November 2019 ging eine MQ-9A in Libyen verloren. Anfang der 2020er Jahre wurden die fünf verbliebenen Drohnen vom Block-1- auf den Block-5-Standard umgerüstet und zwei weitere MQ-9A Block 5 wurden neu gekauft. 
Im August 2024 genehmigte die US-Regierung den Export von sechs weiteren MQ-9A Block 5 für die italienische Luftwaffe.
 Japan
Kaijō Hoan-chō (Küstenwache): 5 MQ-9B „SeaGuardian“
Die japanische Küstenwache begann erstmals im Oktober 2022 mit der Erprobung einer vom Hersteller geleasten MQ-9B. 
Im Mai 2023 kamen zwei weitere geleaste Exemplare hinzu und die Firma Sojitz bestellte 2024 für die Küstenwache zwei weitere Drohnen.
Japanische Maritime Selbstverteidigungsstreitkräfte: 23 MQ-9B „SeaGuardian“
Der zweite und größere Nutzer wird absehbar die Marine sein, für die 2025 ein Vertrag unterzeichnet werden soll. Die Auslieferungen sollen 2028 beginnen.
 Kanada
Royal Canadian Air Force: 11 MQ-9B
Die kanadische Regierung gab im Dezember 2023 bekannt, elf Luftfahrzeuge und sechs Bodenstationen mit Zulauf ab 2028 zu erwerben.
Die Drohnen sollen beim 19 Wing in Comox (CFB Comox) an der Westküste und dem 14 Wing in Greenwood (CFB Greenwood) an der Ostküste stationiert werden. Im Norden des Landes soll es eine vorgeschobene Einsatbasis geben.
 Katar
Qatar Emiri Air Force: 8 MQ-9B
Das Emirat Katar bestellte im Mai 2025 als erstes Land im Mittleren Osten im Rahmen eines Regierungsgeschäfts MQ-9 Drohnen.
 Niederlande
Koninklijke Luchtmacht: 8 MQ-9A Block 5
Die niederländische Verteidigungsministerin Jeanine Hennis-Plasschaert gab am 21. November 2013 bekannt, dass die Niederlande vier MQ-9 Block 5 beschaffen wollen. Der Kauf wurde 2015 von den USA genehmigt, wobei das Programm seinerzeit ein Volumen von geschätzt 339 Millionen US-Dollar hatte und neben 4 Drohnen auch 4 Bodenstationen und 6 Ersatztriebwerke umfasste. Bestellt wurden sie aber erst am 17. Juli 2018 während der Farnborough International Airshow. Die Auslieferung begann im Februar 2022. Sie werden von der 306. Staffel, ab 2023 von Leeuwarden aus betrieben. Übergangsweise sind die ersten drei Exemplare in Hato auf Curaçao beheimatet. Das letzte zu liefernde System wurde am 12. Februar 2024 an die Niederlande übergeben, womit die Staffel 306 als einsatzbereit erklärt wurde. Die Maschinen sollen von Rumänien aus die Überwachung der NATO-Ostflanke übernehmen.
 Polen
Polnische Luftstreitkräfte: 1? MQ-9A, 3 MQ-9B
Im Jahr 2022 gab Polen bekannt, MQ-9B zu erwerben. Zur Überbrückung der Zeit bis zur Auslieferung der eigenen System plant das Land Systeme des Vorgängermodells MQ-9A zu leasen, die Anfang 2023 geliefert wurden. Die MQ-9B wurden Ende 2024 bestellt.
Die polnischen MQ-9 sind auf dem Militärflugplatz Mirosławiec beheimatet.
 Taiwan
Luftstreitkräfte der Republik China: 4 MQ-9B
Im Jahr 2023 wurde bekannt, dass Taiwan Drohnen in der Variante MQ-9B „SeaGuardian“ bei der US-Regierung geordert hat. Neben den vier Luftfahrzeugen wurden zwei Bodenstationen bestellt.
 Spanien
Ejército del Aire: 4 MQ-9A Block 5
Spanien kündigte im November 2015 zunächst zwei Bodenstationen und vier unbewaffnete MQ-9 zu bestellen, deren Auslieferung Ende 2019 erfolgte. Ihr Betreiber ist die 233 Escuadrón, die zum Ala 23 gehört. Ihre Haupt-Einsatzbasis ist der Luftwaffenstützpunkt bei Talavera la Real und eine vorgeschobene Operationsbasis befindet sich am Flughafen Lanzarote.
 Vereinigtes Königreich
Royal Air Force: 27, 11 MQ-9A, 16 MQ-9B
Die RAF setzt die MQ-9A ebenfalls in Afghanistan ein und steuert sie von der Creech Air Force Base aus. Die erste Einsatzstaffel mit zunächst fünf Drohnen ist seit 2007 die 39. Squadron auf der Creech AFB. Im Jahr 2012 wurde RAF Waddington Heimatstützpunkt der MQ-9 Streitkraft und mit der 13. Squadron wurde dort eine weitere Staffel aufgestellt, wobei die 39. Staffel und die Luftfahrzeuge nach wie vor in Creech beheimatet sind. Anfang 2014 wurde die Flotte um fünf weitere Exemplare auf 10 Einheiten erhöht und nach Außerdienststellung einer MQ-9A wurde 2021 ein einzelnes Exemplar nachbestellt.
Die MQ-9A sollen durch MQ-9B, RAF-Bezeichnung Protector RG Mk.1, ersetzt werden, die auch außerhalb gesperrter Lufträume in Europa fliegen soll. Im August 2020 wurde bekanntgegeben, das Großbritannien und Belgien bei dem Betrieb, der Wartung, dem Training und der Weiterentwicklung ihrer Version des Protector Remotely Piloted Aircraft System abgekürzt RPAS sowie bei der Zertifizierung nach Europäischen und NATO-Standards eng zusammen arbeiten wollen. Der Erstflug fand einen Monat später statt. Nach einer ersten Bestellung über drei Luftfahrzeuge wurden 2021 13 Exemplare geordert.
 Vereinigte Staaten
United States Air Force: 350+ MQ-9A in verschiedenen Standards
Seit dem 25. September 2007 werden die MQ-9 der USAF in Afghanistan eingesetzt. Sie werden von der Creech Air Force Base im US-Bundesstaat Nevada aus von einem Piloten und einem Aufklärungsoffizier gesteuert. Lediglich für Start und Landung übernimmt ein lokaler Pilot die Kontrolle. Vorrangiger Einsatzzweck ist die Luftnahunterstützung. Die typische Bewaffnung dafür besteht aus zwei lasergelenkten 500-Pfund-Bomben des Typs GBU-12 Paveway II und vier lasergelenkten Luft-Boden-Raketen AGM-114 Hellfire. Damit kann die Reaper rund 15 Stunden in der Luft bleiben, bei Bedarf bewegliche Ziele verfolgen, erfassen und bekämpfen. Anders als die MQ-1 wird die MQ-9 nur in zweiter Linie zur Überwachung und Aufklärung eingesetzt. Am 27. Oktober 2007 feuerte eine MQ-9 erstmals eine Waffe im Kampf ab. Bis zur Außerdienststellung der MQ-1 wurden diese in gemischten Verbänden mit den MQ-9 betrieben.
Am 13. Mai 2008 unternahm die 658. Aeronautical Systems Squadron (AESS) einen erfolgreichen Test, bei dem eine ferngelenkte Bombe vom Typ GBU-49 über GPS im Bereich des China Lake beim Naval Air Warfare Center, Weapons Division, eingesetzt wurde.
Im März 2016 wurde bekannt, dass die Maschinen der ersten Baureihe (Block 1) einen bisher nicht identifizierbaren elektronischen Fehler haben, die USAF gab bekannt, dass in mindestens 17 Fällen ein Unfall mit den Drohnen nur deshalb verhindert werden konnte, weil ein Backupsystem den Fehler während des Fluges kompensieren konnte.
Die USAF hat 2016 eine Drohnenbasis in Agadez, Niger errichtet, als Ausweichbasis dient seit 2018 das griechische Larisa.
Im Bereich der USAFE ist Mirosławiec/Märkisch Friedland im polnischen Westpommern die einzige permanente Einsatzbasis, hier ist das Det. 2 des 52nd Fighter Wing stationiert; ein weiterer Ausweichplatz ist das siebenbürgische Câmpia Turzii/Jerischmarkt.
Im Bereich der PACAF ist die Kanoya Air Base im Süden Japans seit 2022 Stützpunkt der mit MQ-9 ausgerüsteten 319th Expeditionary Reconnaissance Squadron.
Die Verlustrate der vergleichsweise langsamen Drohnen ohne Selbstschutz ist relativ hoch. Im Rahmen der Unterstützung der palästinensischen Hamas während des Kriegs zwischen Israel und der Hamas ab 2023 durch jemenitische Huthis wurden eine Reihe Reaper durch Boden-Luftraketen der Rebellen abgeschossen. Russische Kampfjets provozierten 2023 den Absturz einer MQ-9 über dem Schwarzen Meer.
United States Navy
Die United States Navy (USN) testete eine Mariner genannte Version der MQ-9 für Überwachungseinsätze und will damit ganze Städte kontrollieren. Die Drohne sollte zusammen mit der Boeing P-8 Poseidon die kontinuierliche Seeraumüberwachung sicherstellen. Im Auswahlverfahren unterlag der Entwurf aber der Northrop Grumman RQ-4N. Von den Seychellen aus fliegen die MQ-9 Einsätze zur Überwachung der Schifffahrt und zur Bekämpfung der Piraterie am Horn von Afrika.
United States Marine Corps: 30, 10 MQ-9A Block 5-20, 20 MQ-9A Block 5-25
Das United States Marine Corps (USMC) setzte zunächst zwei MQ-9A ab 2018 in Afghanistan ein. Diese gehörten zunächst der USAF, wurden 2020 aber durch die USN für das Marine Corps erworben. Das USMC stellte 2021 und 2023 mit den Marine Unmanned Aerial Vehicle Squadron 1 (VMU-1) und VMU-3 zwei eigene Drohnenstaffeln auf, die auf der Marine Corps Air Station Yuma und der Marine Corps Air Station Kaneohe Bay stationiert sind. Die dritte Staffel, die der Schulung dienende Marine Unmanned Aerial Vehicle Training Squadron 2 (VMUT-2) in Cherry Point begann 2024 mit der Umrüstung auf die „Reaper“. Sie erhielt als weltweit erster Verband die reichweitengesteigerte Version MQ-9A ER.
NASA
Die NASA verwendet seit einigen Jahren eine weiterentwickelte Drohne unter dem Namen „Altair“ für verschiedene Aufgaben in der Höhenforschung. Das Ministerium für Innere Sicherheit der Vereinigten Staaten verwendet seit 2005 unbewaffnete Versionen der Reaper zur Überwachung der Staatsgrenzen.

### Mögliche Beschaffung durch Deutschland
Das Bundesministerium für Verteidigung zog eine Anschaffung von fünf Reaper für den Auslandseinsatz der Bundeswehr in Afghanistan in Erwägung, entschied sich jedoch 2009 für ein Leasing von drei IAI Heron des israelischen Herstellers IAI, zunächst für den Zeitraum von drei Jahren, dann verlängert bis April 2015. Für die Zeit nach dem zunächst geplanten Auslaufen des Leasingvertrages im Oktober 2014 wurde neben anderen Optionen auch die Anschaffung von Drohnen des Typs Reaper erwogen.
2015 wurde von Deutschland und weiteren EU-Staaten dann das Projekt Eurodrohne begonnen, das die Entwicklung einer europäischen MALE-Drohne zum Ziel hat. Als Übergangslösung bis zur Auslieferung der Eurodrohne beschloss die Bundeswehr 2016 die Beschaffung von Drohnen des aus der Heron weiterentwickelten Modells IAI Heron TP, ebenfalls im Rahmen eines Leasings. General Atomics legte gegen die Entscheidung der Bundeswehr für das direkte Reaper-Konkurrenzmodell Beschwerde ein. Im Mai 2017 wurde diese durch das Oberlandesgericht Düsseldorf abgelehnt, womit die Bundeswehr die Heron TP beschaffen durfte.
Die Marineversion MQ-9B „SeaGuardian“ steht in der Auswahl für eine Seeaufklärungs- und U-Jagd-Drohne der Deutschen Marine und tritt hier ebenfalls gegen die Heron TP an. Für 2024 war eine Testkampagne zum gemeinsamen Einsatz der Drohnen mit den Poseidon-Seefernaufklärern geplant, die sich bei der Marine im Zulauf befinden. Die Tests wurden jedoch abgesagt, stattdessen soll zeitnah eine Entscheidung für ein Drohnenmodell getroffen werden, um möglichst schnell mit der Beschaffung beginnen zu können.

## Technische Daten

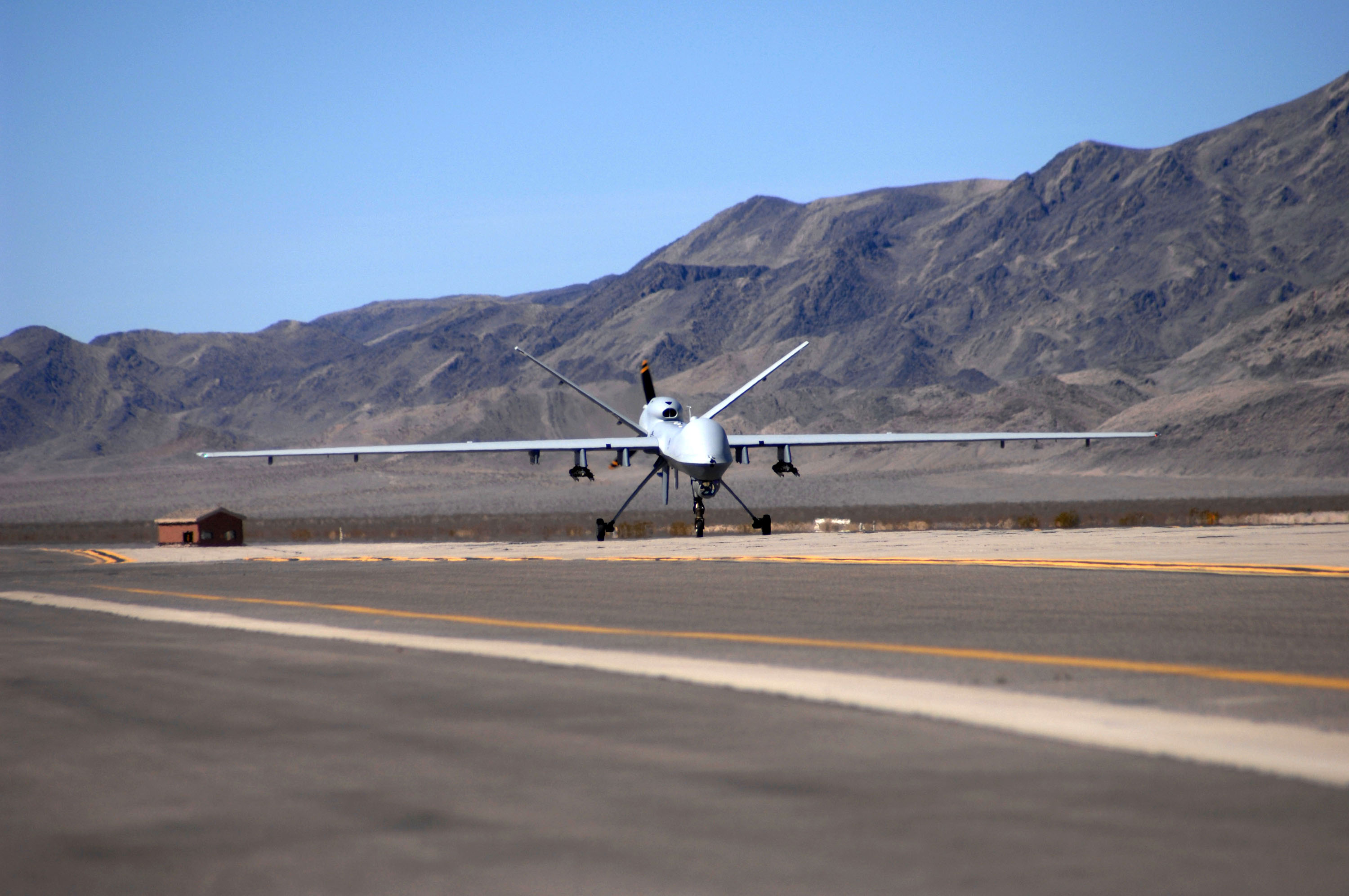
Erste MQ-9A Reaper auf der Creech AFB, Nevada, USA

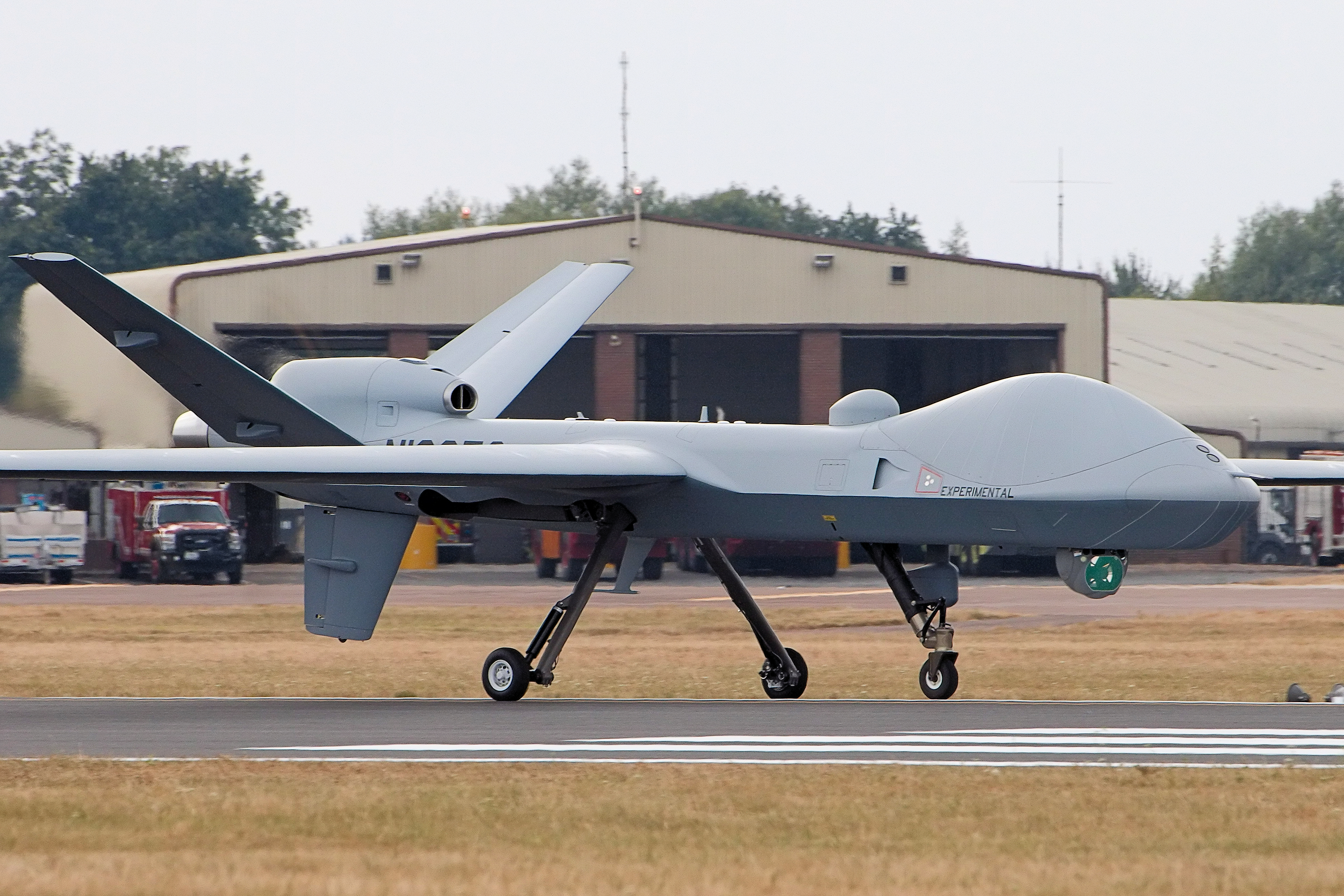
Prototyp der MQ-9B SkyGuardian beim International Air Tattoo 2018

| Kenngröße             | Daten der MQ-9A Reaper                                          | Daten der MQ-9B SeaGuardian                   | Daten der MQ-9B SkyGuardian                   |
| --------------------- | --------------------------------------------------------------- | --------------------------------------------- | --------------------------------------------- |
| Länge                 | 10,97 m                                                         | 11,70 m                                       | 11,70 m                                       |
| Spannweite            | 20,12 m                                                         | 24,00 m                                       | 24,00 m                                       |
| Höhe                  | 3,80 m                                                          | unbekannt                                     | unbekannt                                     |
| Leermasse             | 2223 kg                                                         | unbekannt                                     | unbekannt                                     |
| max. Startmasse       | 4763 kg                                                         | 5670 kg                                       | 5670 kg                                       |
| Treibstoffkapazität   | 1815 kg                                                         | 2721 kg                                       | 2721 kg                                       |
| Nutzlastkapazität     |                                                                 | 1814 kg an 9 Außenlaststationen 363 kg intern | 2155 kg an 9 Außenlaststationen 363 kg intern |
| Höchstgeschwindigkeit | 482 km/h                                                        | 390 km/h                                      |                                               |
| Marschgeschwindigkeit | - ohne externe Lasten: 313 km/h - mit externen Lasten: 276 km/h |                                               |                                               |
| Dienstgipfelhöhe      | 15.400 m                                                        | mehr als 12.200 m                             | mehr als 12.200 m                             |
| Einsatzradius         | 3065 km                                                         |                                               | Reichweite: 11.100 km                         |
| max. Flugdauer        | ca. 27 h                                                        | über 30 h                                     | über 40 h                                     |
| Antrieb               | ein Turboprop Honeywell TPE-331-10 mit 3-Blatt-Druckpropeller   | Honeywell TPE-331-10                          | Honeywell TPE-331-10                          |

## Bewaffnung MQ-9A

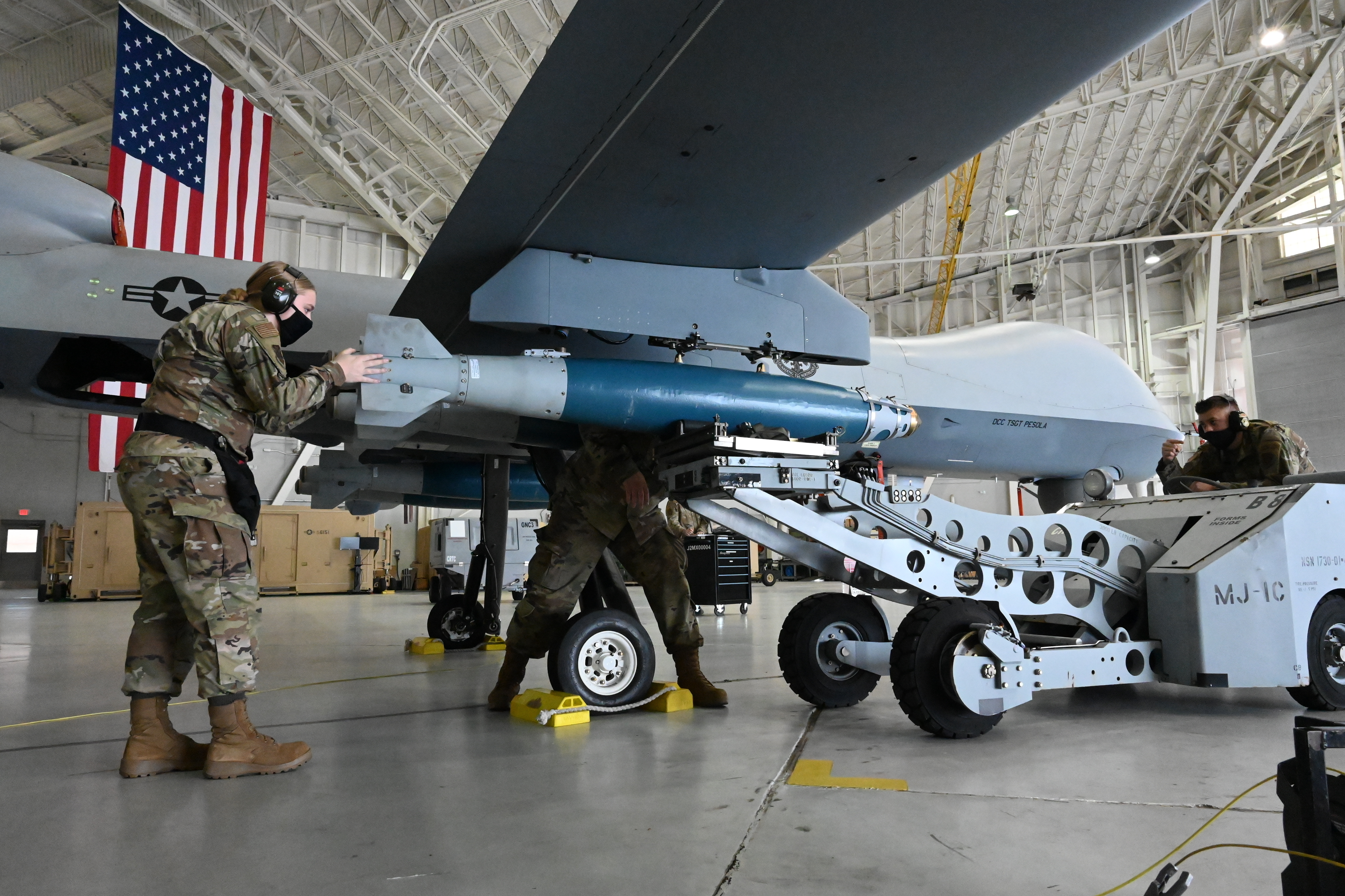
MQ-9 wird zu Übungszwecken mit einer GBU-38 ohne Sprengstoff bestückt

Bis zu 1361 kg Waffenlast an vier Außenlastträgern:

- AGM-114 Hellfire
- AGM-176 Griffin
- AGM-179 JAGM

- GBU-12 Paveway II
- GBU-38 JDAM
- GBU-39 SDB (geplant)
- GBU-44 Viper Strike
- GBU-69 SGB
- Brimstone

## Einsatz
Am 3. Januar 2020 wurde der iranische Generalmajor Qasem Soleimani – mit weiteren Insassen – durch einen Raketenangriff von einer MQ-9 Reaper der USA auf eine Kfz-Kolonne nahe dem Flughafen Bagdad getötet.
Im Juli 2023 haben die USA nach eigenen Angaben einen Anführer der Terrororganisation Islamischer Staat (ISIS) in Syrien mit einer MQ-9 getötet.

## Abstürze und Abschüsse
- Am 13. Dezember 2011 stürzte eine unbewaffnete MQ-9 auf dem Flughafen Mahé, vermutlich wegen eines Motorschadens ab. Verletzt wurde niemand.

- Am 14. März 2023 stürzte eine US-amerikanische MQ-9 im internationalen Luftraum über dem Schwarzen Meer nach einem Abfangmanöver zweier russische Kampfjets vom Typ Su-27 ab. Nach Angaben der USA sei die Kollision des Propellers der Drohne mit einem Kampfflugzeug ursächlich für den Absturz gewesen. Das russische Außenministerium gab hingegen an, dass es keine Berührung gegeben habe. Über mögliche Schäden an den russischen Abfangjägern sowie über Verletzte ist nichts bekannt. Die Aufklärungsdrohne war im Rahmen der NATO-Luftaufklärung des russischen Überfalls auf die Ukraine 2022 im Einsatz.[71]
- Am 8. November 2023 schoss die Huthi-Miliz eine MQ-9 ab, die sich im jemenitischen Luftraum befunden haben soll. Das US-Verteidigungsministerium bestreitet dies. So soll die Drohne in internationalem Luftraum und über internationalen Gewässern gewesen sein.[72]
- Am Morgen des 19. Februars 2024 schoss die Huthi-Miliz gemäß US-Verteidigungsministerium eine weitere Reaper-Drohne mit einer Boden-Luft-Rakete ab.[73]
- Am 4. März 2025 gab die Huthi-Miliz an, eine Reaper-Drohne, die über der Hafenstadt Al-Hodeidah flog und „feindliche Missionen“ durchführte, abgeschossen zu haben. Es sei ihr mindestens 15. MQ-9-Abschuss seit Beginn des Gaza-Krieges im Jahr 2023 gewesen. Die US-Luftwaffe räumte ein, den Kontakt zu einer Drohne verloren zu haben.[74]
- Am 19. April 2025 meldeten US-Beamte den Abschuss einer MQ-9 über dem Jemen. Es sei der sechste MQ-9-Abschuss, seit das US Central Command am 15. März 2025 mit täglichen Luftangriffen auf die Huthis begonnen hatte.[75]

Frankreich verlor ebenfalls zwei Exemplare (siehe im Abschnitt Nutzer).

## Filme (Medien)
- In Eagle Eye – Außer Kontrolle (2008) bringt der Supercomputer ARIIA eine MQ-9 unter seine Kontrolle und versucht mit Hilfe der Drohne, den Protagonisten Jerry Shaw in Begleitung des Agenten Thomas Morgan aufzuhalten.
- In Das A-Team – Der Film (2010) muss das A-Team in einer Lockheed C-130 Hercules zwei Reapern entkommen, die sie mit Luft-Luft-Raketen beschießen. Anders als im Film gezeigt, sind Reaper-Drohnen nicht mit Maschinengewehren ausgerüstet.
- Der US-Spielfilm Good Kill – Tod aus der Luft von 2014 thematisiert die Drohnenangriffe in Pakistan aus Sicht der Piloten auf der Creech Air Force Base und zeigt nicht nur die militärische Nutzung der Drohnen, sondern auch kritische Gesichtspunkte des Drohneneinsatzes im Krieg.
- Der 2015 veröffentlichte Thriller Eye in the Sky handelt von einer militärischen Drohnen-Mission gegen eine Gruppe von al-Shabaab-Terroristen in Nairobi, die unter Rechtsberatern, Militärs und Politikern einen Konflikt auslöst, als unerwartet ein Kind in das Einsatzgebiet gerät.
- In Fast & Furious 7 (2015) nutzt der Antagonist bei einer Verfolgungsjagd über die Luft eine Predator-Drohne, um den Protagonisten und seine Freunde zu jagen.
- Im US-Spielfilm Land of Bad steuert der von Russell Crowe gespielte Drohnenpilot eine MQ-9 und unterstützt damit ein Special-Forces-Team am Boden.